# Comuna Mărgineni, Neamț
Mărgineni este o comună în județul Neamț, Moldova, România, formată din satele Hârțești, Hoisești, Itrinești și Mărgineni (reședința).

## Așezare
Comuna se află în sudul județului, pe dealurile dintre râurile Români și Cracău. Este străbătută de șoseaua județeană DJ157, care o leagă spre vest de Dochia, Dumbrava Roșie și Piatra Neamț (unde se termină în DN15) și spre est de Făurei, Trifești și Horia (unde se termină în DN15D).

## Demografie
Componența etnică a comunei Mărgineni
     Români (90,2%)
     Alte etnii (0%)
     Necunoscută (9,8%)
Componența confesională a comunei Mărgineni
     Ortodocși (88,4%)
     Penticostali (1,39%)
     Alte religii (0,14%)
     Necunoscută (10,07%)
Conform recensământului efectuat în 2021, populația comunei Mărgineni se ridică la 2.940 de locuitori, în scădere față de recensământul anterior din 2011, când fuseseră înregistrați 3.253 de locuitori. Majoritatea locuitorilor sunt români (90,2%), iar pentru 9,8% nu se cunoaște apartenența etnică. Din punct de vedere confesional, majoritatea locuitorilor sunt ortodocși (88,4%), cu o minoritate de penticostali (1,39%), iar pentru 10,07% nu se cunoaște apartenența confesională.

## Politică și administrație
Comuna Mărgineni este administrată de un primar și un consiliu local compus din 13 consilieri. Primarul, Robert-Gabriel Mitrea[*], de la Partidul Național Liberal, este în funcție din 1 noiembrie 2024. Începând cu alegerile locale din 2024, consiliul local are următoarea componență pe partide politice:
|  | Partid                    | Consilieri | Componența Consiliului | Componența Consiliului | Componența Consiliului | Componența Consiliului | Componența Consiliului | Componența Consiliului | Componența Consiliului |
|  | ------------------------- | ---------- | ---------------------- | ---------------------- | ---------------------- | ---------------------- | ---------------------- | ---------------------- | ---------------------- |
|  | Partidul Național Liberal | 7          |                        |                        |                        |                        |                        |                        |                        |
|  | Partidul Social Democrat  | 6          |                        |                        |                        |                        |                        |                        |                        |

## Istorie
La sfârșitul secolului al XIX-lea, comuna făcea parte din plasa de Sus-Mijlocul a județului Neamț și avea aceeași alcătuire ca și acum, populația ei fiind de 2756 de locuitori. În comună funcționau patru mori de apă și patru biserici. Anuarul Socec din 1925 consemnează trecerea satului Itrinești la comuna nou-înființată Bălănești, comuna Mărgineni rămânând cu celelalte trei sate, în plasa Piatra a aceluiași județ și având 2984 de locuitori. În 1931, satul Itrinești a revenit la comuna Mărgineni.
În 1950, comuna a trecut la raionul Piatra Neamț din regiunea Bacău. În 1968, ea a revenit la județul Neamț, reînființat.

## Monumente istorice
Singurul obiectiv din comuna Mărgineni inclus în lista monumentelor istorice din județul Neamț, clasificat ca monument de arhitectură, este biserica „Adormirea Maicii Domnului” din satul Mărgineni, construită în 1769 și cu reparații majore efectuate în 1926.